# Mirapeis de Tarn
Mirapeis de Tarn (en francès Mirepoix-sur-Tarn) és un municipi francès situat al departament de l'Alta Garona, a la regió Occitània.

## Monuments
- Església de santa Julita i sant Quirze
- Pont sobre el Tarn

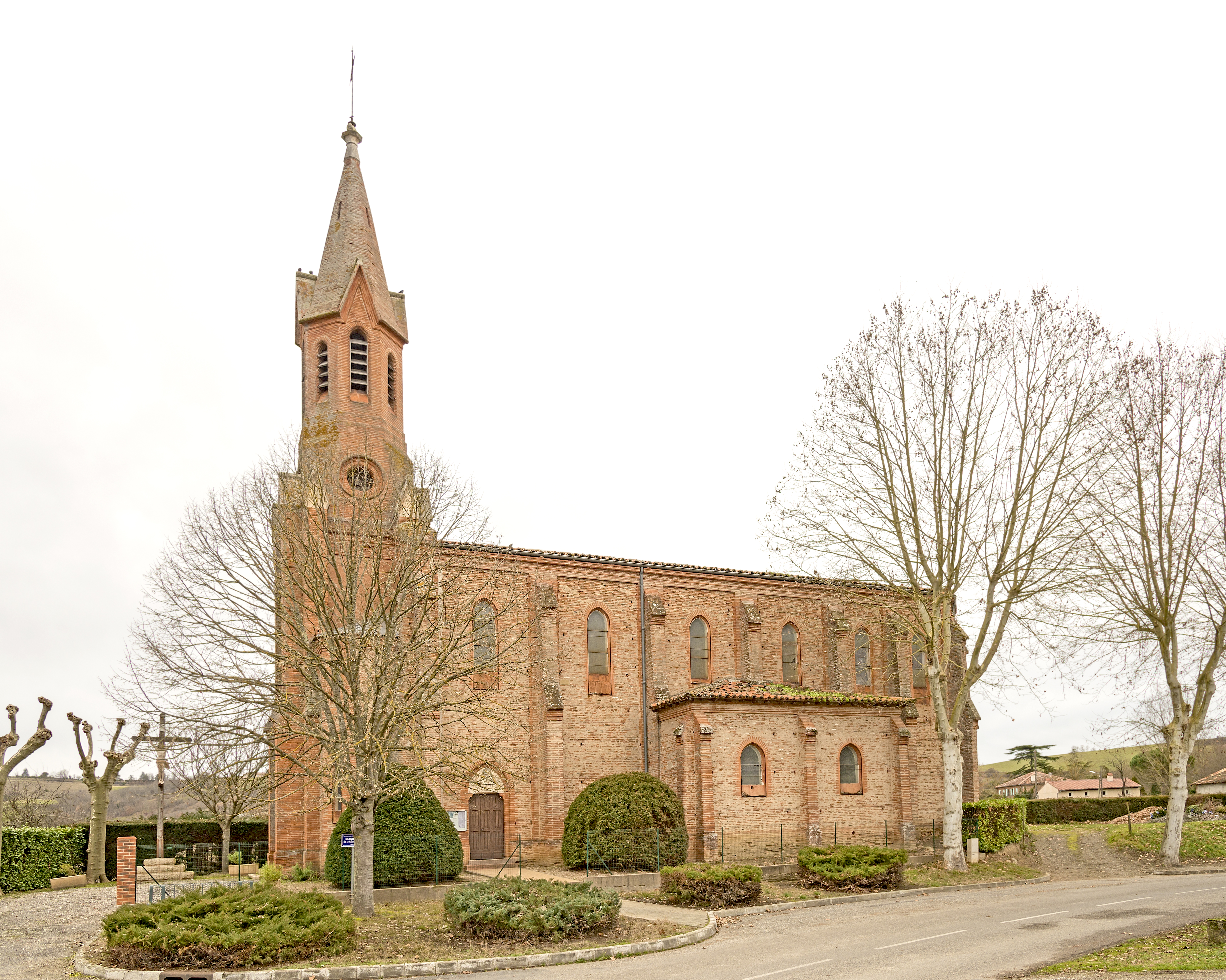
Església